# Юнион (округ, Айова)
Ю́нион (англ. Union County) — округ в США, штате Айова. На 2000 год численность населения составляла 12 309 человек. По оценке бюро переписи населения США в 2009 году население округа составляло 12 241 человек. Окружным центром является город Крестон.

## История
Округ Юнион был сформирован в 15 января 1851 года.

## География
По данными Бюро переписи населения США площадь округа Юнион составляет 1099 км².

### Основные шоссе
- Шоссе 34
- Шоссе 169
- Автострада 25

### Соседние округа
- Адэр  (северо-запад)
- Мадисон  (северо-восток)
- Кларк  (восток)
- Рингголд  (юг)
- Адамс  (запад)

## Демография
По данным переписи населения 2000 года в округе проживало 12 309 жителей. Среди них 22,5 % составляли дети до 18 лет, 19,1 % люди возрастом более 65 лет. 51,3 % населения составляли женщины.
Национальный состав был следующим: 97,7 % белых, 0,9 % афроамериканцев, 0,2 % представителей коренных народов, 0,5 % азиатов, 2,2 % латиноамериканцев. 0,7 % населения являлись представителями двух или более рас.
Средний доход на душу населения в округе составлял $16690. 13,8 % населения имело доход ниже прожиточного минимума. Средний доход на домохозяйство составлял $40652.
Также 87,3 % взрослого населения имело законченное среднее образование, а 14,7 % имело высшее образование.